# Zeche Glückauf-Tiefbau

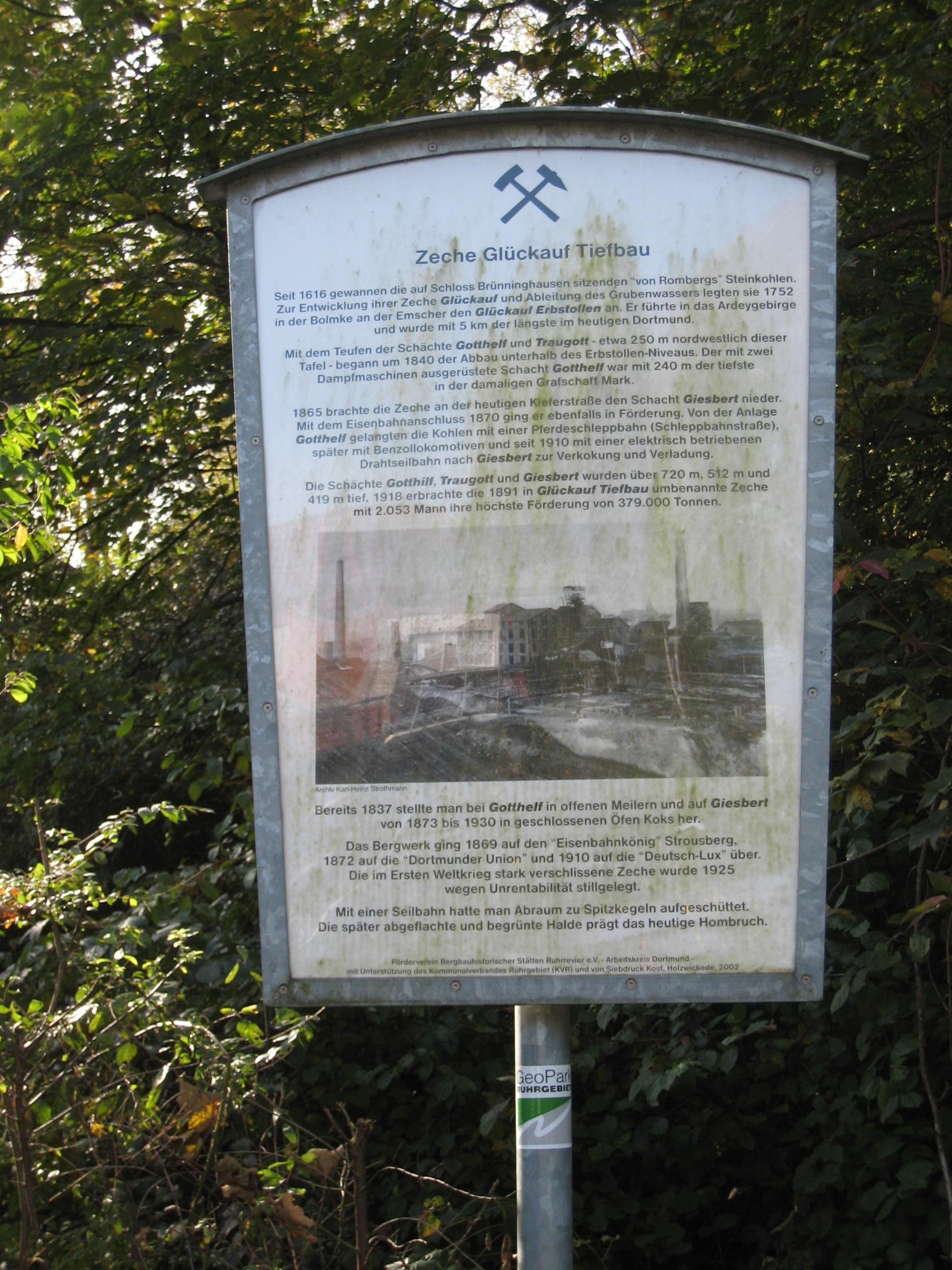
Informationstafel Zeche Glückauf Tiefbau

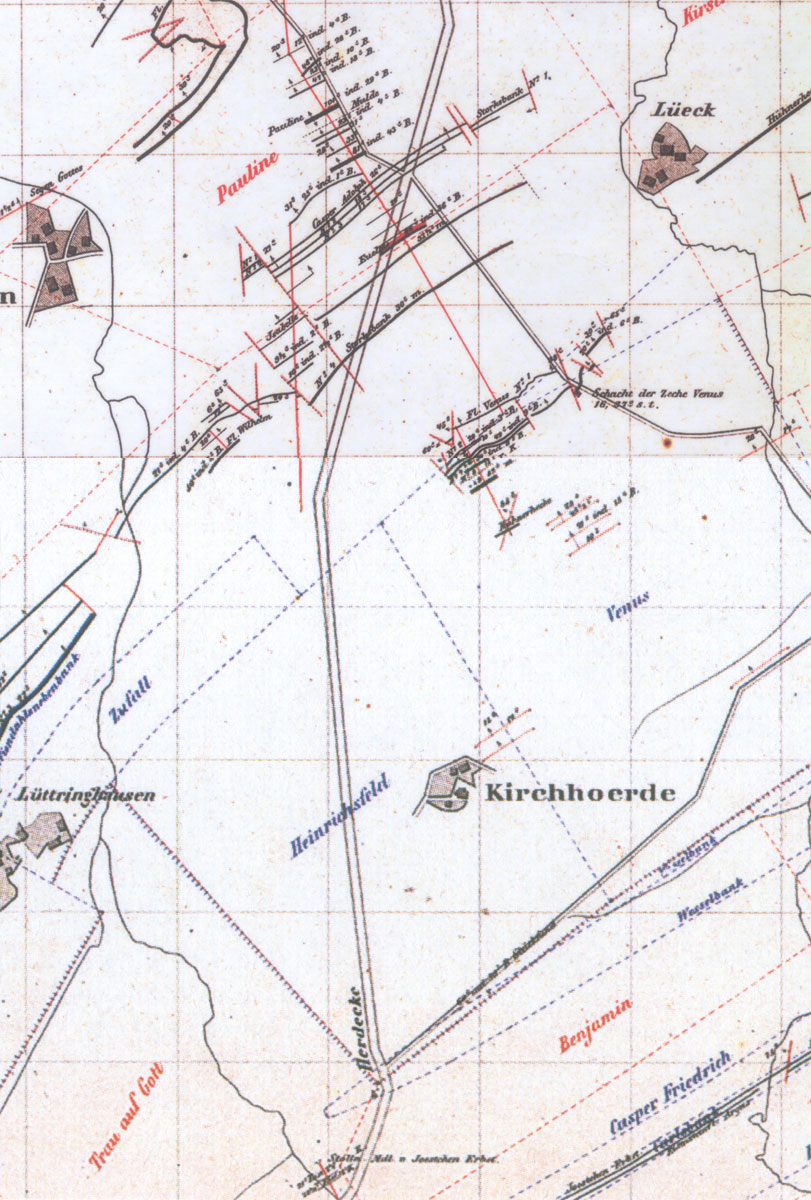
Kohlefelder, Flöze und Stollen im Kirchhörder Raum 1868

Die Zeche Glückauf-Tiefbau war eine Steinkohlezeche im Dortmunder Stadtteil Hombruch.
Seit 1616 gewann die auf Schloss Brünninghausen sitzende Familie von Romberg Steinkohlen. 1752 wurde in der Bolmke an der Emscher die Stollenzeche Glückauf Erbstollen angelegt. Der Stollen führte in das Ardeygebirge und war mit 5 km der längste im heutigen Dortmund.
1792 wurden die beiden Schächte Gotthelf und Traugott geteuft. Der mit zwei Dampfmaschinen ausgerüstete Schacht Gotthelf war mit 240 m der tiefste in der damaligen Grafschaft Mark. 1865 kam als dritter Schacht der Schacht Giesbert hinzu. Mit dem Eisenbahnanschluss 1870 konnte die geförderte Kohle nun besser abtransportiert werden.
Im Jahr 1872 arbeitete in der Zeche Glückauf-Tiefbau eine Belegschaft von mehr als 1000 Beschäftigten. Der Freiherr von Romberg verkaufte die Zeche an die Dortmunder Union.
Im Jahr 1910 ging die Zeche Glückauf-Tiefbau an die Deutsch-Luxemburgische Bergwerks- und Hütten-AG. Die Schächte Gotthelf, Traugott und Giesbert wurden mehr als 720 m, 512 m und 419 m tief. 1918 erbrachte die 1891 in Glückauf Tiefbau umbenannte Zeche mit 2053 Mann, davon 500 Kriegsgefangenen, ihre höchste Förderung von 379.000 Tonnen.
Mit einer Seilbahn wurde der Abraum zu Spitzkegelhalden aufgeschüttet. Die später abgeflachte und begrünte Halde prägt das heutige Hombruch.
Die Stilllegung der Zeche erfolgte aufgrund der Nordwanderung des Ruhrbergbaus 1925. 1930 wurde auch die angeschlossene Kokerei stillgelegt.

## Heutiger Zustand
Das Zechengelände befand sich an der Gotthelfstraße in Hombruch. Zu sehen sind heute ein Teil der Zechenmauer und die Halde. Auf dem Rasengelände hinter den Hochhäusern sind die zwei verfüllten Schächte mit Kanaldeckeln (für Messungen) zu erkennen.